# بيرتي هاريس
بيرتي هاريس (بالإنجليزية: Bertie Harris)‏ هو منافس ألعاب قوى جنوب أفريقي، ولد في 1884، وتوفي في القرن العشرين.

## وصلات خارجية
- بيرتي هاريس على موقع اللجنة الأولمبية الدولية (الإنجليزية)
- بيرتي هاريس على موقع أوليمبيديا (الإنجليزية)